# Ménesplet
Ménesplet (okzitanisch: Menèsplet) ist eine französische Gemeinde mit 1.911 Einwohnern (Stand: 1. Januar 2022) im Département Dordogne in der Region Nouvelle-Aquitaine; sie gehört zum Arrondissement Périgueux und zum Kanton Montpon-Ménestérol. Die Einwohner heißen Ménesplesiens.

## Geografie

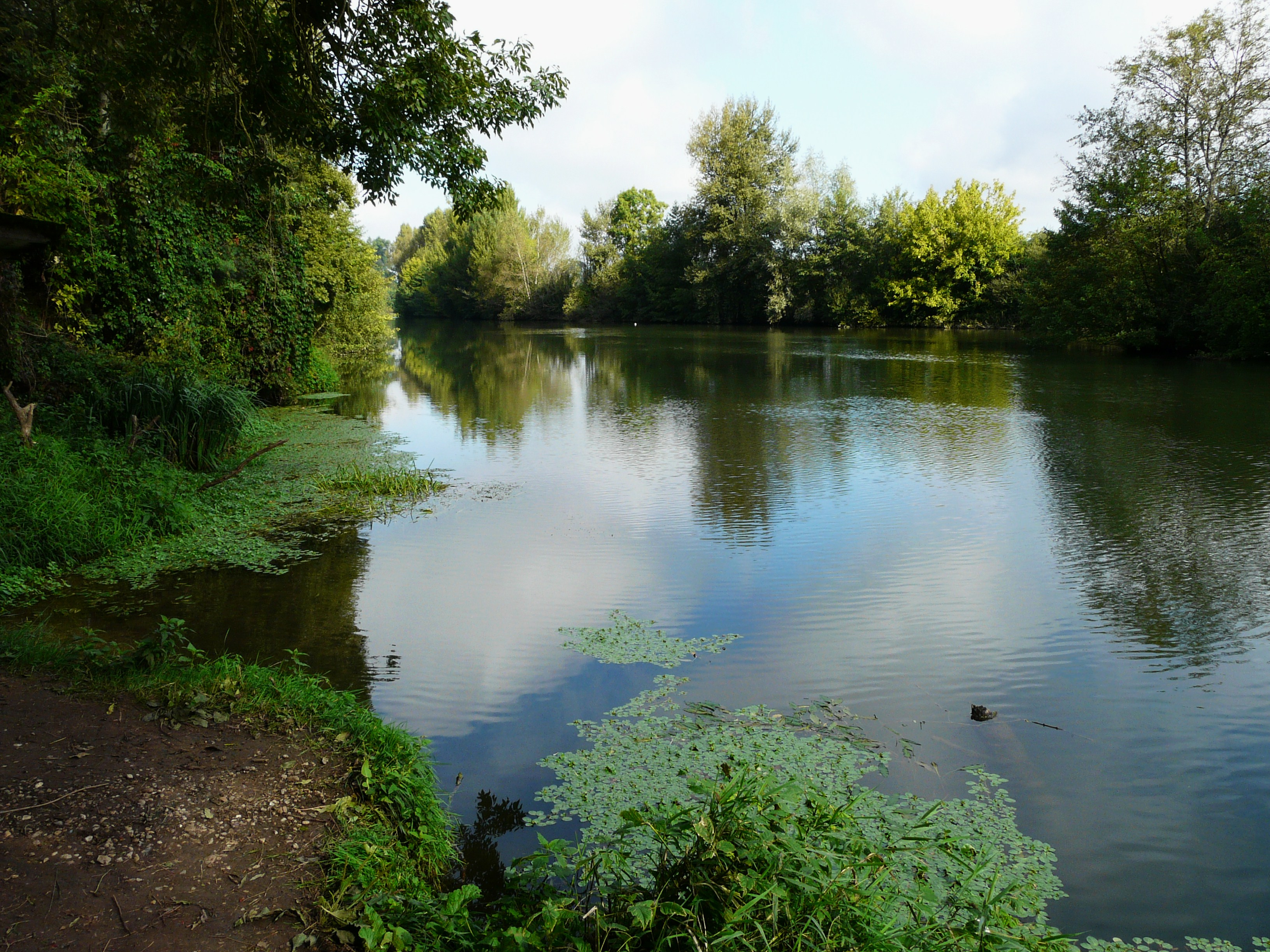
Der Fluss Isle bei Ménesplet

Ménesplet liegt im Périgord am Fluss Isle, in den hier der Duche mündet. Die Nachbargemeinden von Ménesplet sind Montpon-Ménestérol im Norden und Osten, Saint-Martin-de-Gurson im Süden, Moulin-Neuf im Westen sowie Le Pizou im Nordwesten.
Durch die Gemeinde führt die Autoroute A89 und die frühere Route nationale 89 (heutige D6089) von Bordeaux nach Brive-la-Gaillarde.

## Bevölkerungsentwicklung
| Jahr                       | 1962 | 1968 | 1975 | 1982 | 1990 | 1999 | 2006 | 2012 | 2018 |
| Einwohner                  | 957  | 956  | 1010 | 1211 | 1328 | 1289 | 1506 | 1726 | 1827 |
| Quellen: Cassini und INSEE |      |      |      |      |      |      |      |      |      |

## Sehenswürdigkeiten
- Kirche Saint-Jean-Baptiste aus dem 19. Jahrhundert

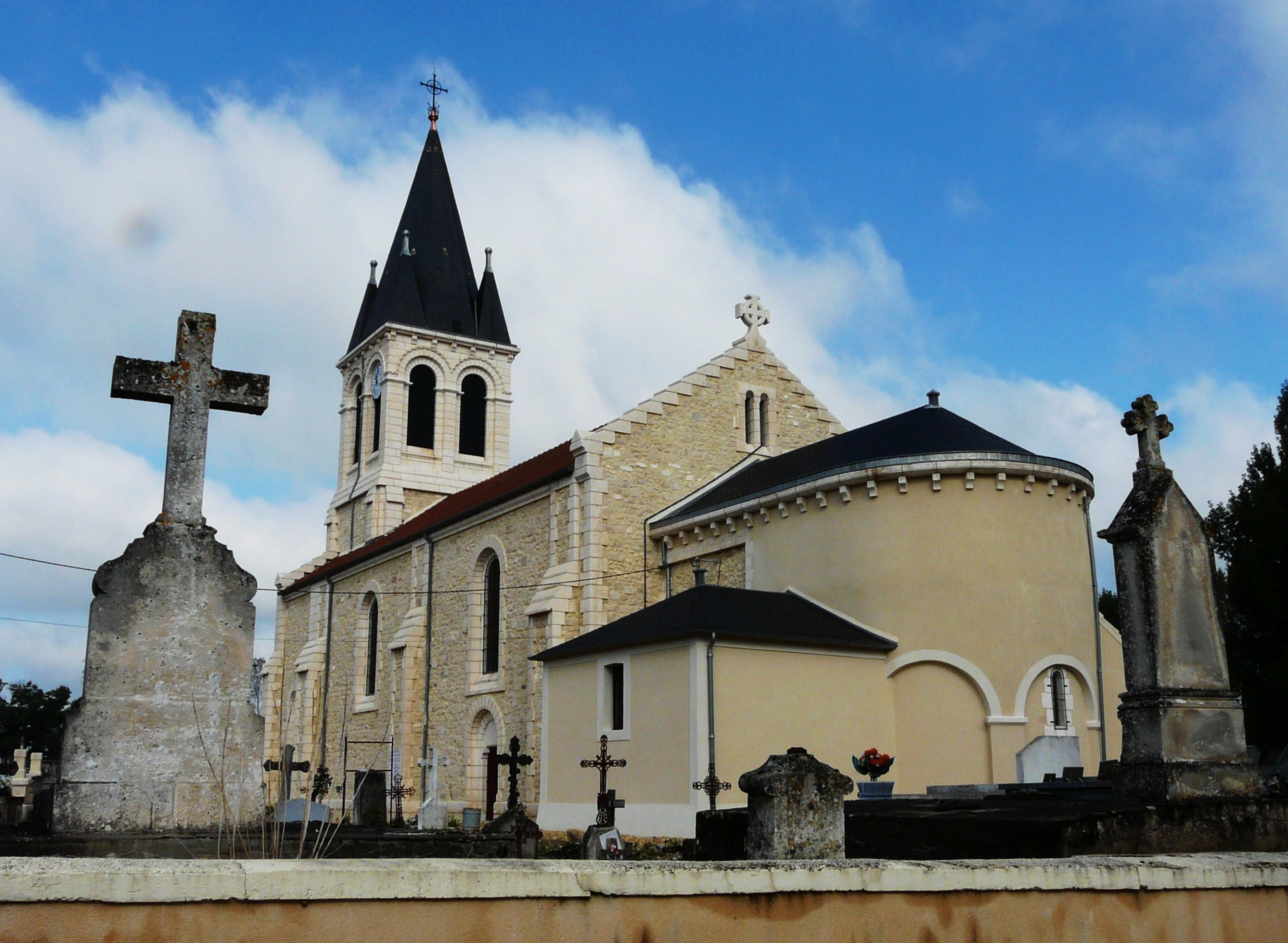
Kirche Saint-Jean-Baptiste